# Comic Con Experience
Comic Con Experience (также известный как CCXP) — бразильский фестиваль, посвящённый комиксам, телесериалам, фильмам, аниме, видеоиграм и литературе в жанре фантастика. Первый фестиваль состоялся в 2014 году. Проходит ежегодно в декабре в Сан-Паулу в выставочном комплексе São Paulo Expo.

## История
Первый фестиваль состоялся 4-7 декабря 2014 года и был организован развлекательным порталом Omelete, коллекционным магазином PiziiToys и агентством художников Chiaroscuro. В фестивале приняли участие 80 компаний, его посетили 97 тысяч человек. Среди гостей были Джейсон Момоа («Игра престолов»). и Шон Эстин («Балбесы» и «Властелин колец»), а также Кэти Кэссиди, Лино Фасиоль, Брэд Дуриф, Фиона Дуриф, Оливье Койпел и Дон Роса.
Второй фестиваль прошёл там же, где и первый, в период с 3 по 6 декабря 2015 года, собрав около 142 000 зрителей. Среди гостей были такие звёзды как Фрэнк Миллер, Кристен Риттер, Эванджелин Лилли, Джерард Уэй, Альфонсо Эррера, Миша Коллинз, Анна Попплуэлл, Эмел Амин, Джим Ли, Джон Рис-Дэвис, Джейми Клейтон, Дэвид Финч, Дэвид Теннант, Майк Деодато, Скотт Макклауд и Тимоти Зан.
Третий фестиваль состоялся 1-4 декабря 2016 года и собрал 196 000 человек. Среди гостей были Эванна Линч, Вин Дизель, Нина Добрев, Брайан Азарелло, Марк Пеллегрино, Ян Ливингстон, Цутому Нихэй, Руби Роуз, Наоми Скотт, Дейкр Монтгомери, Фрэнк Миллер, Натали Дормер, Милла Йовович, Пол Андерсон, Нил Патрик Харрис, Лорен Кейт, Эддисон Тимлин, Дэвид Рэмси, Кэтрин Макнамара, Мэттью Даддарио, Дэвид Уэнем, Доминик Шервуд, Альберто Розенде.
Четвёртый Comic Con Experience прошёл в период с 7 по 10 декабря 2017 года и привлёк рекордные 227 000 зрителей. В качестве гостей на фестиваль были приглашены ряд звёзд, в том числе, Уилл Смит, Алисия Викандер, Николай Костер-Вальдау, Роберт Родригес, Саймон Пегг, Данай Гурира,. Уилл Айснер, Тай Шеридан, Джоэл Эдгертон, Дэвид Эйер, Дилан О’Брайен
Пятый по счёту фестиваль должен пройти в период с 6 по 9 декабря 2018 года. Ожидается, что событие посетит более 200 тысяч человек.

## Основатели и организаторы
С самого начала фестиваль Comic Con Experience проводят бразильский развлекательный портал Omelete, магазин товаров для коллекционеров PiziiToys и агентство художников Chiaroscuro Studios.